# Ai confini dell'Arizona
Ai confini dell'Arizona (The High Chaparral) è una serie televisiva statunitense di genere western, trasmessa dalla NBC dal 1967 al 1971.
Ideata da David Dortort, che per la NBC aveva precedentemente creato la serie di Bonanza, la serie durò 4 stagioni. Linda Cristal vinse un Golden Globe per la miglior attrice in una serie drammatica nel 1970 (alla prima assegnazione del premio), per il ruolo di Victoria Cannon (ottenne una candidatura anche nell'anno successivo).

## Trama
Arizona, 1870: i Cannon e i Montoya sono due grandi famiglie di proprietari terrieri. 
I Cannon vivono nel ranch The High Chaparral, e il capofamiglia, Big John, è sposato con la figlia dei Montoya, Victoria. Del nucleo familiare, assieme a Buck, fratello di John, fa parte anche il figlio di John, Billy: sua madre Annalee è stata uccisa dagli Apache.
I Montoya vivono invece nel Montoya Ranch, sotto l'egida di Don Sebastian, padre di Victoria. Il fratello di Victoria, Manolito Montoya, stanco del ruolo di "figlio del padrone" va a vivere con i Cannon. Le storie hanno per sfondo in prevalenza il difficile rapporto di convivenza con le altre etnie, messicani e nativi americani.

## Guest star
Durante le 4 stagioni dello show si sono alternate moltissime star: Elizabeth Allen, Gary Busey, Anthony Caruso, Roberto Contreras, Dennis Cross, John Dehner, Bruce Dern, Paul Fix, Ron Hagerthy, Ron Hayes, Henry Silva, Myron Healey, Don Keefer, Robert Loggia, Tyler McVey, Ricardo Montalbán, Gilbert Roland, Ned Romero, Kurt Russell, Frank Silvera, Barry Sullivan, Dub Taylor, Burt Reynolds e Morgan Woodward.

## Episodi
| Stagione         | Episodi | Prima TV USA | Prima TV Italia |
| ---------------- | ------- | ------------ | --------------- |
| Prima stagione   | 28      | 1967-1968    |                 |
| Seconda stagione | 26      | 1968-1969    |                 |
| Terza stagione   | 26      | 1969-1970    |                 |
| Quarta stagione  | 18      | 1970-1971    |                 |

## Regie
I registi maggiormente presenti nella serie, con 4 episodi diretti ciascuno, sono stati Richard Benedict, William Witney e William Wiard: uno o più episodi sono stati diretti anche dal prolifico Harry Harris.

## Citazioni
La ditta inglese Airfix produsse, negli stessi anni del telefilm, un set di figurini plastici in scala 1\72, riproducenti personaggi e situazioni del programma.